# Saison NBA 2013-2014
Navigation
Saison 2012-2013 Saison 2014-2015
La saison NBA 2013-2014 est la 65e saison de la NBA (68e en comptant les trois saisons BAA). Le NBA All-Star Game 2014 s'est déroulé le 16 février 2014 au New Orleans Arena à La Nouvelle-Orléans, Louisiane pour la seconde fois après le NBA All-Star Game 2008,.
La saison régulière débute le mardi 29 octobre 2013 chez le champion NBA 2013, le Heat de Miami et s'achève le mercredi 16 avril 2014 et les playoffs débutent le samedi 19 avril 2014.
Les Spurs de San Antonio gagnent le titre face au Heat de Miami par quatre victoires à une dans la série finale.

## Faits notables d'avant saison
La saison 2013-2014 voit pour la première fois la publicité autorisée sur les maillots de NBA. Selon David Stern cette publicité devrait rapporter cent millions de dollars.
Le nouveau propriétaire des Hornets de la Nouvelle-Orléans, Tom Benson, souhaitait changer le nom de l'équipe pour qu'il soit plus local, avec sa préférence pour un retour au nom de Jazz. Il s'agissait du nom de l'ancienne équipe NBA de la ville, le Jazz de la Nouvelle-Orléans, avant son déménagement à Salt Lake City en 1979 où elle est devenue le Jazz de l'Utah. Mais cette franchise a refusé de retourner à la Nouvelle-Orléans après plus de trente années passées dans l'Utah et notamment deux apparitions en Finale NBA (1997 et 1998). Le 4 décembre 2012, Tom Benson annonce que les Hornets vont changer pour les Pelicans de La Nouvelle-Orléans au début de la saison 2013-2014. Ce changement est officialisé le 24 janvier 2013, lorsque les Hornets déclarent le changement de nom et dévoilent les logos et les couleurs bleu, or et rouge du club. Le changement devient effectif le 18 avril 2013.

## Transactions

### Retraites
- Grant Hill annonce sa retraite le 1er juin 2013 après 19 saisons[8].
- Jason Kidd annonce sa retraite le 3 juin 2013 après 19 saisons[9].
- Francisco Elson annonce sa retraite le 20 juin 2013[10].
- Adam Morrison annonce sa retraite le 25 juillet 2013[11].
- Tracy McGrady quitte la NBA le 26 août 2013, après 17 saisons[12].
- Jared Jeffries annonce sa retraite le 17 septembre 2013[13].
- Matt Carroll annonce sa retraite le 3 octobre 2013[14].
- Allen Iverson annonce sa retraite le 30 octobre 2013[15].

### Transferts
Un des transferts les plus médiatiques de ces dernières années est annoncé le 28 juin 2013 mais n'est officialisé que le 12 juillet à la fin du moratoire des transferts. Il s'agit de l'échange de Kevin Garnett, Paul Pierce, Jason Terry et D. J. White des Celtics de Boston avec Gerald Wallace, MarShon Brooks, Kris Humphries, Kris Joseph, Keith Bogans des Nets de Brooklyn et trois choix de draft au premier tour en 2014, 2016 et 2018,.

### Agents libres
Les négociations pour les agents libres commenceront le 1er juillet 2013, mais les signatures ne pourront être officielles qu'à compter du 10 juillet, après le moratoire sur les salaires.

### Entraîneurs
Beaucoup de mouvements chez les entraîneurs avec 13 changements sur les trente franchises.
| Avant la saison         | Avant la saison      | Avant la saison      |
| Équipe                  | Entraîneur 2012-2013 | Entraîneur 2013-2014 |
| ----------------------- | -------------------- | -------------------- |
| 76ers de Philadelphie   | Doug Collins         | Brett Brown          |
| Pistons de Détroit      | Lawrence Frank       | Maurice Cheeks       |
| Cavaliers de Cleveland  | Byron Scott          | Mike Brown           |
| Bobcats de Charlotte    | Mike Dunlap          | Steve Clifford       |
| Bucks de Milwaukee      | Jim Boylan           | Larry Drew           |
| Nets de Brooklyn        | P.J. Carlesimo       | Jason Kidd           |
| Clippers de Los Angeles | Vinny Del Negro      | Doc Rivers           |
| Suns de Phoenix         | Lindsey Hunter       | Jeff Hornacek        |
| Hawks d'Atlanta         | Larry Drew           | Mike Budenholzer     |
| Kings de Sacramento     | Keith Smart          | Michael Malone       |
| Nuggets de Denver       | George Karl          | Brian Shaw           |
| Grizzlies de Memphis    | Lionel Hollins       | David Joerger        |
| Celtics de Boston       | Doc Rivers           | Brad Stevens         |

- Le 15 avril 2013, Doug Collins annonce son départ des Sixers la saison prochaine alors qu'il lui reste une année de contrat. Après avoir emmené Philadelphie en playoffs en 2011 et 2012, il démissionne après la mauvaise saison de Philadelphie mais il reste cependant au club en tant que conseiller[18],[19].
- Le 17 avril 2013, Byron Scott, en poste depuis trois ans, est démis de ses fonctions d'entraîneur par les Cavaliers de Cleveland après les mauvais résultats de son équipe (24 victoires pour 58 défaites)[20]. Il est remplacé par Mike Brown qui lui avait succédé en 2010[21].
- Le 18 avril 2013, Lawrence Frank, en poste depuis deux ans, est limogé de ses fonctions d'entraîneur par les Pistons de Détroit après les mauvais résultats de son équipe [22].
- Le 23 avril 2013, les Bobcats de Charlotte, vu la saison catastrophique et la non-qualification pour les playoffs pour la troisième année consécutive, licencient Mike Dunlap, qui n'est resté qu'un an au poste d'entraîneur[23]. Il est remplacé le 28 mai 2013 par Steve Clifford, entraîneur-adjoint des Lakers de Los Angeles[24].
- Le 1er mai 2013, les Bucks de Milwaukee décident de ne pas renouveler le contrat de Jim Boylan qui avait remplacé Scott Skiles le 8 janvier[25].
- Le 5 mai 2013, les Nets de Brooklyn annoncent que l'intérim de P.J. Carlesimo se termine et que ce dernier ne deviendra pas entraîneur en chef[26].
- Le 21 mai 2013, les Clippers de Los Angeles annoncent que Vinny Del Negro ne sera plus l'entraîneur de l'équipe après trois saisons passées sur le banc[27].
- Le 28 mai 2013, les Suns de Phoenix annoncent que Jeff Hornacek (ancien joueur de la franchise) succède à Lindsey Hunter, qui a assuré l'intérim après le départ d'Alvin Gentry en janvier, au poste d’entraîneur[28].
- Le 28 mai 2013, les Hawks d'Atlanta annoncent que Mike Budenholzer (adjoint de Gregg Popovich depuis 17 ans aux Spurs de San Antonio) remplace Larry Drew[29].
- Le 31 mai 2013, les Kings de Sacramento annoncent que Keith Smart ne sera plus l'entraîneur des Kings pour la saison prochaine[30]. Quelques jours plus tard le 3 juin 2013, les Kings annoncent que l'entraîneur-assistant des Warriors de Golden State Michael Malone est engagé pour remplacer Keith Smart[31]. Michael Malone signe un contrat de trois ans plus une année en option pour un montant de 9 millions de dollars[32].
- Le 31 mai 2013, les Bucks de Milwaukee annoncent que Larry Drew va devenir l'entraîneur des Bucks pour la saison prochaine. Larry Drew a été remplacé le 28 mai à Atlanta après trois ans comme entraîneur[33].
- Le 6 juin 2013, les Nuggets de Denver licencient George Karl, entraîneur depuis janvier 2005. Pourtant George Karl voulait rester et a mené les Nuggets neuf fois consécutivement en playoffs[34].
- Le 10 juin 2013, les Grizzlies de Memphis annoncent qu'ils suspendent le contrat de leur entraîneur depuis 2008, Lionel Hollins[35].
- Le 10 juin 2013, les Pistons de Détroit annoncent qu'ils engagent Maurice Cheeks comme nouvel entraîneur. Entraîneur (ou adjoint) depuis 1994, il arrive du Thunder d'Oklahoma City où il avait le poste d’adjoint depuis 2009[36].
- Le 13 juin 2013, soit seulement dix jours après avoir annoncé la fin de sa carrière de joueur, Jason Kidd est nommé entraîneur des Nets de Brooklyn[9].
- Le 24 juin 2013, David Stern commissaire de la NBA accepte le départ de Doc Rivers des Celtics de Boston pour les Clippers de Los Angeles où il remplace Vinny Del Negro comme entraîneur[37].
- Le 25 juin 2013, les Nuggets de Denver annoncent que Brian Shaw devient leur entraîneur pour la saison 2013-2014[38].
- Le 27 juin 2013, les Grizzlies de Memphis annoncent que David Joerger devient leur entraîneur pour la saison 2013-2014[39],[40].
- Le 3 juillet 2013, les Celtics de Boston annoncent que Brad Stevens devient leur entraîneur pour la saison 2013-2014 en remplacement de Doc Rivers. Brad Stevens était l'entraîneur des Bulldogs de Butler, il est le plus jeune entraîneur à atteindre le Final Four du Championnat NCAA de basket-ball[41].
- Le 14 août 2013, les 76ers de Philadelphie annoncent que Brett Brown devient leur entraîneur pour la saison 2013-2014 en remplacement de Doug Collins. Brett Brown était entraîneur-adjoint des Spurs de San Antonio de 2009 à 2013[42].

### Managers
- Le 22 avril 2013, les Suns de Phoenix annoncent qu'ils licencient leur manager général Lance Blanks[43]. Il est remplacé par Ryan McDonough assistant manager général aux Celtics de Boston de 2010 à 2013[44].

## Pré-saison
La pré-saison débute le 4 octobre 2013 et se termine le 25 octobre 2013.
En mars 2013, David Stern, le commissaire de la NBA, a annoncé que pour la première fois une rencontre NBA (de pré-saison) aurait lieu à Manille aux Philippines, le 10 octobre 2013 et les Rockets de Houston sont opposés aux Pacers de l'Indiana.

## Classements
| Champion de division | Qualifié pour les playoffs | Non qualifié pour les playoffs |

Les champions de division sont automatiquement qualifiés pour les playoffs, ainsi que les cinq meilleures franchises de chaque conférence.

### Par division
Source : nba.com
 Mise à jour : Après matchs du 16 avril 2014
| Division Atlantique   | V  | D  | MJ | % V/D   | GB   | Dom   | Ext   | Div  | Conf  |
| --------------------- | -- | -- | -- | ------- | ---- | ----- | ----- | ---- | ----- |
| Raptors de Toronto    | 48 | 34 | 82 | 58,50 % | -    | 26-15 | 22-19 | 11-5 | 32-20 |
| Nets de Brooklyn      | 44 | 38 | 82 | 53,70 % | 4,0  | 28-13 | 16-25 | 9-7  | 26-26 |
| Knicks de New York    | 37 | 45 | 82 | 45,10 % | 11,0 | 19-22 | 18-23 | 10-6 | 26-26 |
| Celtics de Boston     | 25 | 57 | 82 | 30,50 % | 23,0 | 16-25 | 9-32  | 5-11 | 21-31 |
| 76ers de Philadelphie | 19 | 63 | 82 | 23,20 % | 29,0 | 10-31 | 9-32  | 5-11 | 14-38 |

| Division Centrale   | V  | D  | MJ | % V/D   | GB   | Dom   | Ext   | Div  | Conf  |
| ------------------- | -- | -- | -- | ------- | ---- | ----- | ----- | ---- | ----- |
| Pacers de l'Indiana | 56 | 26 | 82 | 68,30 % | -    | 35-6  | 21-20 | 12-4 | 38-14 |
| Bulls de Chicago    | 48 | 34 | 82 | 58,50 % | 8,0  | 27-14 | 21-20 | 11-5 | 35-17 |
| Cleveland Cavaliers | 33 | 49 | 82 | 40,20 % | 23,0 | 19-22 | 14-27 | 7-9  | 21-31 |
| Pistons de Détroit  | 29 | 53 | 82 | 35,40 % | 27,0 | 17-24 | 12-29 | 6-10 | 23-29 |
| Bucks de Milwaukee  | 15 | 67 | 82 | 18,30 % | 41,0 | 10-31 | 5-36  | 4-12 | 12-40 |

| Division Sud-Est     | V  | D  | MJ | % V/D   | GB   | Dom   | Ext   | Div  | Conf  |
| -------------------- | -- | -- | -- | ------- | ---- | ----- | ----- | ---- | ----- |
| Heat de Miami        | 54 | 28 | 82 | 65,90 % | -    | 32-9  | 22-19 | 12-4 | 34-18 |
| Washington Wizards   | 44 | 38 | 82 | 53,70 % | 10,0 | 22-19 | 22-19 | 10-6 | 33-19 |
| Bobcats de Charlotte | 43 | 39 | 82 | 52,40 % | 11,0 | 25-16 | 18-23 | 6-10 | 30-22 |
| Hawks d'Atlanta      | 38 | 44 | 82 | 46,30 % | 16,0 | 24-17 | 14-27 | 8-8  | 28-24 |
| Magic d'Orlando      | 23 | 59 | 82 | 28,00 % | 31,0 | 19-22 | 4-37  | 4-12 | 17-35 |

| Division Nord-Ouest       | V  | D  | MJ | % V/D   | GB   | Dom   | Ext   | Div  | Conf  |
| ------------------------- | -- | -- | -- | ------- | ---- | ----- | ----- | ---- | ----- |
| Thunder d'Oklahoma City   | 59 | 23 | 82 | 72,00 % | -    | 34-7  | 25-16 | 11-5 | 36-16 |
| Trail Blazers de Portland | 54 | 28 | 82 | 65,90 % | 5,0  | 31-10 | 23-18 | 13-3 | 31-21 |
| Timberwolves du Minnesota | 40 | 42 | 82 | 48,80 % | 19,0 | 24-17 | 16-25 | 7-9  | 23-29 |
| Nuggets de Denver         | 36 | 46 | 82 | 43,90 % | 23,0 | 22-19 | 14-27 | 5-11 | 20-33 |
| Jazz de l'Utah            | 25 | 57 | 82 | 30,50 % | 34,0 | 16-25 | 9-32  | 4-12 | 13-39 |

| Division Pacifique       | V  | D  | MJ | % V/D   | GB   | Dom   | Ext   | Div  | Conf  |
| ------------------------ | -- | -- | -- | ------- | ---- | ----- | ----- | ---- | ----- |
| Clippers de Los Angeles  | 57 | 25 | 82 | 69,50 % | -    | 34-7  | 23-18 | 12-4 | 36-16 |
| Warriors de Golden State | 51 | 31 | 82 | 62,20 % | 6,0  | 27-14 | 24-17 | 11-5 | 31-21 |
| Suns de Phoenix          | 48 | 34 | 82 | 58,50 % | 9,0  | 26-15 | 22-19 | 8-8  | 28-24 |
| Kings de Sacramento      | 28 | 54 | 82 | 34,10 % | 29,0 | 17-24 | 11-30 | 3-13 | 15-37 |
| Lakers de Los Angeles    | 27 | 55 | 82 | 32,90 % | 30,0 | 14-27 | 13-28 | 6-10 | 15-37 |

| Division Sud-Ouest    | V  | D  | MJ | % V/D   | GB   | Dom   | Ext   | Div  | Conf  |
| --------------------- | -- | -- | -- | ------- | ---- | ----- | ----- | ---- | ----- |
| Spurs de San Antonio  | 62 | 20 | 82 | 75,60 % | -    | 32-9  | 30-11 | 12-4 | 38-14 |
| Rockets de Houston    | 54 | 28 | 82 | 65,90 % | 8,0  | 33-8  | 21-20 | 11-5 | 31-21 |
| Grizzlies de Memphis  | 50 | 32 | 82 | 61,00 % | 12,0 | 27-14 | 23-18 | 4-12 | 29-23 |
| Mavericks de Dallas   | 49 | 33 | 82 | 59,80 % | 13,0 | 26-15 | 23-18 | 9-7  | 29-23 |
| Pelicans Nlle-Orléans | 34 | 48 | 82 | 41,50 % | 28,0 | 22-19 | 12-29 | 4-12 | 15-37 |

### Par conférence
Source : nba.com
 Mise à jour : Après matchs du 16 avril 2014
| Conférence Est | Conférence Est            | Conférence Est | Conférence Est | Conférence Est | Conférence Est | Conférence Est | Conférence Est |
| No             | Franchise                 | Vic.           | Déf.           | MJ             | % V/D          | RV             |                |
| -------------- | ------------------------- | -------------- | -------------- | -------------- | -------------- | -------------- | -------------- |
| 1              | Pacers de l'Indiana       | 56             | 26             | 82             | 68,30 %        | -              |                |
| 2              | Heat de Miami             | 54             | 28             | 82             | 65,90 %        | 2,0            |                |
| 3              | Raptors de Toronto (a)    | 48             | 34             | 82             | 58,50 %        | 8,0            |                |
| 4              | Bulls de Chicago (a)      | 48             | 34             | 82             | 58,50 %        | 8,0            |                |
| 5              | Wizards de Washington (b) | 44             | 38             | 82             | 53,70 %        | 12,0           |                |
| 6              | Nets de Brooklyn (b)      | 44             | 38             | 82             | 53,70 %        | 12,0           |                |
| 7              | Bobcats de Charlotte      | 43             | 39             | 82             | 52,40 %        | 13,0           |                |
| 8              | Hawks d'Atlanta           | 38             | 44             | 82             | 46,30 %        | 18,0           |                |
|                |                           |                |                |                |                |                |                |
| 9              | Knicks de New York        | 37             | 45             | 82             | 45,10 %        | 19,0           |                |
| 10             | Cavaliers de Cleveland    | 33             | 49             | 82             | 40,20 %        | 23,0           |                |
| 11             | Pistons de Détroit        | 29             | 53             | 82             | 35,40 %        | 27,0           |                |
| 12             | Celtics de Boston         | 25             | 57             | 82             | 30,50 %        | 31,0           |                |
| 13             | Magic d'Orlando           | 23             | 59             | 82             | 28,00 %        | 33,0           |                |
| 14             | 76ers de Philadelphie     | 19             | 63             | 82             | 23,20 %        | 37,0           |                |
| 15             | Bucks de Milwaukee        | 15             | 67             | 82             | 18,30 %        | 41,0           |                |

| Conférence Ouest | Conférence Ouest                | Conférence Ouest | Conférence Ouest | Conférence Ouest | Conférence Ouest | Conférence Ouest | Conférence Ouest |
| No               | Franchise                       | Vic.             | Def.             | MJ               | % V/D            | RV               |                  |
| ---------------- | ------------------------------- | ---------------- | ---------------- | ---------------- | ---------------- | ---------------- | ---------------- |
| 1                | Spurs de San Antonio            | 62               | 20               | 82               | 75,60 %          | -                |                  |
| 2                | Thunder d'Oklahoma City         | 59               | 23               | 82               | 72,00 %          | 3,0              |                  |
| 3                | Clippers de Los Angeles         | 57               | 25               | 82               | 69,50 %          | 5,0              |                  |
| 4                | Rockets de Houston (a)          | 54               | 28               | 82               | 65,90 %          | 8,0              |                  |
| 5                | Trail Blazers de Portland (a)   | 54               | 28               | 82               | 65,90 %          | 8,0              |                  |
| 6                | Warriors de Golden State        | 51               | 31               | 82               | 62,20 %          | 11,0             |                  |
| 7                | Grizzlies de Memphis            | 50               | 32               | 82               | 61,00 %          | 12,0             |                  |
| 8                | Mavericks de Dallas             | 49               | 33               | 82               | 59,80 %          | 13,0             |                  |
|                  |                                 |                  |                  |                  |                  |                  |                  |
| 9                | Suns de Phoenix                 | 48               | 34               | 82               | 58,50 %          | 14,0             |                  |
| 10               | Timberwolves du Minnesota       | 40               | 42               | 82               | 48,80 %          | 22,0             |                  |
| 11               | Nuggets de Denver               | 36               | 46               | 82               | 43,90 %          | 26,0             |                  |
| 12               | Pelicans de La Nouvelle-Orléans | 34               | 48               | 82               | 41,50 %          | 28,0             |                  |
| 13               | Kings de Sacramento             | 28               | 54               | 82               | 34,10 %          | 34,0             |                  |
| 14               | Lakers de Los Angeles           | 27               | 55               | 82               | 32,90 %          | 35,0             |                  |
| 15               | Jazz de l'Utah                  | 25               | 57               | 82               | 30,50 %          | 37,0             |                  |

## Play-offs
Les playoffs sont disputés par les huit équipes les mieux classées de la conférence Est et par les huit les mieux classées de la conférence Ouest. Le tableau suivant résume les résultats.

### Tableau
|  | 1er tour         | 1er tour                  | 1er tour                  |   |                         | Demi-finales de Conférence | Demi-finales de Conférence | Demi-finales de Conférence |  |   | Finales de Conférence | Finales de Conférence | Finales de Conférence |  |    | Finales NBA   | Finales NBA | Finales NBA |
|  |                  |                           |                           |   |                         |                            |                            |                            |  |   |                       |                       |                       |  |    |               |             |             |
|  | 1                | Pacers de l'Indiana       | 4                         |   |                         |                            |                            |                            |  |   |                       |                       |                       |  |    |               |             |             |
|  | 8                | Hawks d'Atlanta           | 3                         |   |                         |                            |                            |                            |  |   |                       |                       |                       |  |    |               |             |             |
|  | 8                | Hawks d'Atlanta           | 3                         |   | 1                       | Pacers de l'Indiana        | 4                          |                            |  |   |                       |                       |                       |  |    |               |             |             |
|  |                  |                           |                           |   | 1                       | Pacers de l'Indiana        | 4                          |                            |  |   |                       |                       |                       |  |    |               |             |             |
|  |                  | 5                         | Wizards de Washington     | 2 |                         |                            |                            |                            |  |   |                       |                       |                       |  |    |               |             |             |
|  | 4                | 5                         | Wizards de Washington     | 2 | Bulls de Chicago        | 1                          |                            |                            |  |   |                       |                       |                       |  |    |               |             |             |
|  | 4                |                           |                           |   | Bulls de Chicago        | 1                          |                            |                            |  |   |                       |                       |                       |  |    |               |             |             |
|  | 5                | Wizards de Washington     | 4                         |   |                         |                            |                            |                            |  |   |                       |                       |                       |  |    |               |             |             |
|  | 5                | Wizards de Washington     | 4                         |   |                         |                            |                            |                            |  | 1 | Pacers de l'Indiana   | 2                     |                       |  |    |               |             |             |
|  | Conférence Est   |                           |                           |   |                         |                            |                            |                            |  | 1 | Pacers de l'Indiana   | 2                     |                       |  |    |               |             |             |
|  |                  | 2                         | Heat de Miami             | 4 |                         |                            |                            |                            |  |   |                       |                       |                       |  |    |               |             |             |
|  | 3                | 2                         | Heat de Miami             | 4 | Raptors de Toronto      | 3                          |                            |                            |  |   |                       |                       |                       |  |    |               |             |             |
|  | 3                |                           |                           |   | Raptors de Toronto      | 3                          |                            |                            |  |   |                       |                       |                       |  |    |               |             |             |
|  | 6                | Nets de Brooklyn          | 4                         |   |                         |                            |                            |                            |  |   |                       |                       |                       |  |    |               |             |             |
|  | 6                | Nets de Brooklyn          | 4                         |   | 6                       | Nets de Brooklyn           | 1                          |                            |  |   |                       |                       |                       |  |    |               |             |             |
|  |                  |                           |                           |   | 6                       | Nets de Brooklyn           | 1                          |                            |  |   |                       |                       |                       |  |    |               |             |             |
|  |                  | 2                         | Heat de Miami             | 4 |                         |                            |                            |                            |  |   |                       |                       |                       |  |    |               |             |             |
|  | 2                | 2                         | Heat de Miami             | 4 | Heat de Miami           | 4                          |                            |                            |  |   |                       |                       |                       |  |    |               |             |             |
|  | 2                |                           |                           |   | Heat de Miami           | 4                          |                            |                            |  |   |                       |                       |                       |  |    |               |             |             |
|  | 7                | Bobcats de Charlotte      | 0                         |   |                         |                            |                            |                            |  |   |                       |                       |                       |  |    |               |             |             |
|  | 7                | Bobcats de Charlotte      | 0                         |   |                         |                            |                            |                            |  |   |                       |                       |                       |  | E2 | Heat de Miami | 1           |             |
|  |                  |                           |                           |   |                         |                            |                            |                            |  |   |                       |                       |                       |  | E2 | Heat de Miami | 1           |             |
|  |                  | W1                        | Spurs de San Antonio      | 4 |                         |                            |                            |                            |  |   |                       |                       |                       |  |    |               |             |             |
|  | 1                | W1                        | Spurs de San Antonio      | 4 | Spurs de San Antonio    | 4                          |                            |                            |  |   |                       |                       |                       |  |    |               |             |             |
|  | 1                |                           |                           |   | Spurs de San Antonio    | 4                          |                            |                            |  |   |                       |                       |                       |  |    |               |             |             |
|  | 8                | Mavericks de Dallas       | 3                         |   |                         |                            |                            |                            |  |   |                       |                       |                       |  |    |               |             |             |
|  | 8                | Mavericks de Dallas       | 3                         |   | 1                       | Spurs de San Antonio       | 4                          |                            |  |   |                       |                       |                       |  |    |               |             |             |
|  |                  |                           |                           |   | 1                       | Spurs de San Antonio       | 4                          |                            |  |   |                       |                       |                       |  |    |               |             |             |
|  |                  | 5                         | Trail Blazers de Portland | 1 |                         |                            |                            |                            |  |   |                       |                       |                       |  |    |               |             |             |
|  | 4                | 5                         | Trail Blazers de Portland | 1 | Rockets de Houston      | 2                          |                            |                            |  |   |                       |                       |                       |  |    |               |             |             |
|  | 4                |                           |                           |   | Rockets de Houston      | 2                          |                            |                            |  |   |                       |                       |                       |  |    |               |             |             |
|  | 5                | Trail Blazers de Portland | 4                         |   |                         |                            |                            |                            |  |   |                       |                       |                       |  |    |               |             |             |
|  | 5                | Trail Blazers de Portland | 4                         |   |                         |                            |                            |                            |  | 1 | Spurs de San Antonio  | 4                     |                       |  |    |               |             |             |
|  | Conférence Ouest |                           |                           |   |                         |                            |                            |                            |  | 1 | Spurs de San Antonio  | 4                     |                       |  |    |               |             |             |
|  |                  | 2                         | Thunder d'Oklahoma City   | 2 |                         |                            |                            |                            |  |   |                       |                       |                       |  |    |               |             |             |
|  | 3                | 2                         | Thunder d'Oklahoma City   | 2 | Clippers de Los Angeles | 4                          |                            |                            |  |   |                       |                       |                       |  |    |               |             |             |
|  | 3                |                           |                           |   | Clippers de Los Angeles | 4                          |                            |                            |  |   |                       |                       |                       |  |    |               |             |             |
|  | 6                | Warriors de Golden State  | 3                         |   |                         |                            |                            |                            |  |   |                       |                       |                       |  |    |               |             |             |
|  | 6                | Warriors de Golden State  | 3                         |   | 3                       | Clippers de Los Angeles    | 2                          |                            |  |   |                       |                       |                       |  |    |               |             |             |
|  |                  |                           |                           |   | 3                       | Clippers de Los Angeles    | 2                          |                            |  |   |                       |                       |                       |  |    |               |             |             |
|  |                  | 2                         | Thunder d'Oklahoma City   | 4 |                         |                            |                            |                            |  |   |                       |                       |                       |  |    |               |             |             |
|  | 2                | 2                         | Thunder d'Oklahoma City   | 4 | Thunder d'Oklahoma City | 4                          |                            |                            |  |   |                       |                       |                       |  |    |               |             |             |
|  | 2                |                           |                           |   | Thunder d'Oklahoma City | 4                          |                            |                            |  |   |                       |                       |                       |  |    |               |             |             |
|  | 7                | Grizzlies de Memphis      | 3                         |   |                         |                            |                            |                            |  |   |                       |                       |                       |  |    |               |             |             |

## Leaders statistiques de la saison régulière
Pour pouvoir être classé et prétendre au titre de meilleur de la ligue dans une catégorie de statistique, le joueur doit répondre à un minimum de critères édictés dans le Rate Statistic Requirements.
Source: NBA.com  Mise à jour : au terme de la saison 2013-2014
| Catégorie                      | Joueur           | Équipe                          | Statistique |
| ------------------------------ | ---------------- | ------------------------------- | ----------- |
| Points par match               | Kevin Durant     | Thunder d'Oklahoma City         | 32,0        |
| Rebonds par match              | DeAndre Jordan   | Clippers de Los Angeles         | 13,6        |
| Passes par match               | Chris Paul       | Clippers de Los Angeles         | 10,7        |
| Interceptions par match        | Chris Paul       | Clippers de Los Angeles         | 2,48        |
| Contres par match              | Anthony Davis    | Pelicans de La Nouvelle-Orléans | 2,82        |
| Minutes jouées par match       | Carmelo Anthony  | Knicks de New York              | 38,7        |
| Pourcentage de réussite        | DeAndre Jordan   | Clippers de Los Angeles         | 67,6%       |
| Pourcentage à 3 points         | Kyle Korver      | Hawks d'Atlanta                 | 47,2%       |
| Pourcentage aux lancers francs | Brian Roberts    | Pelicans de La Nouvelle-Orléans | 94,0%       |
| Double-doubles                 | Kevin Love       | Timberwolves du Minnesota       | 65          |
| Triple-doubles                 | Lance Stephenson | Pacers de l'Indiana             | 5           |

## Faits notables
- Les Hornets de La Nouvelle-Orléans changent de nom pour celui de Pelicans de La Nouvelle-Orléans au début de la saison 2013-2014.
- Les Bobcats de Charlotte annoncent que la franchise sera nommée Hornets de Charlotte à partir de la saison 2014-2015. Le nom "Hornet" retourne donc à Charlotte pour la première fois depuis que l'équipe de La Nouvelle-Orléans a déménagé de Charlotte à La Nouvelle-Orléans après la saison 2001-2002.
- Les Cavaliers de Cleveland gagnent le premier choix de la draft pour la seconde fois en trois ans, ainsi que la cinquième fois dans l'histoire de la franchise (1971, 1986, 2003, et 2011 sont les autres fois). Ils choisissent l'ailier canadien Anthony Bennett qui vient de l'université du Nevada à Las Vegas.

## Records de la saison

### Individuels
| Catégorie                   | Joueur                                                                         | Équipe | Statistique                                                                 | Date                                                                                         |
| --------------------------- | ------------------------------------------------------------------------------ | --- | --------------------------------------------------------------------------- | -------------------------------------------------------------------------------------------- |
| Minutes                     | Jimmy Butler                                                                   | Bulls de Chicago | 60                                                                          | 15 janvier 2014                                                                              |
| Points                      | Carmelo Anthony                                                                | Knicks de New York | 62                                                                          | 24 janvier 2014                                                                              |
| Rebonds                     | Timofeï Mozgov                                                                 | Nuggets de Denver | 29                                                                          | 10 avril 2014                                                                                |
| Rebonds défensifs           | Dwight Howard LaMarcus Aldridge J.J. Hickson Timofeï Mozgov                    | Rockets de Houston Trail Blazers de Portland Nuggets de Denver                                                         | 20                                                                          | 30 octobre 2013 12 décembre 2013 15 janvier 2014 10 avril 2014                               |
| Rebonds offensifs           | J.J. Hickson                                                                   | Nuggets de Denver | 15                                                                          | 25 février 2014                                                                              |
| Passes décisives            | Brandon Jennings Rajon Rondo                                                   | Pistons de Détroit Celtics de Boston                                                                                   | 18                                                                          | 11 janvier 2014 9 mars 2014                                                                  |
| Interceptions               | Michael Carter-Williams                                                        | 76ers de Philadelphie                                                                                                  | 9                                                                           | 30 octobre 2013                                                                              |
| Contres                     | DeAndre Jordan                                                                 | Clippers de Los Angeles                                                                                                | 9                                                                           | 29 novembre 2013                                                                             |
| Balles perdues              | Stephen Curry Kevin Durant                                                     | Warriors de Golden State Thunder d'Oklahoma City                                                                       | 11                                                                          | 31 octobre 2013 22 janvier 2014                                                              |
| Tirs marqués                | Carmelo Anthony                                                                | Knicks de New York | 23 (sur 35 tentés)                                                          | 24 janvier 2014                                                                              |
| Tirs tentés                 | Rudy Gay                                                                       | Raptors de Toronto | 37 (dont 11 marqués)                                                        | 11 novembre 2013                                                                             |
| Tirs à trois points marqués | Joe Johnson C.J. Miles Chandler Parsons Terrence Ross Trevor Ariza J. R. Smith | Nets de Brooklyn Cavaliers de Cleveland Rockets de Houston Raptors de Toronto Wizards de Washington Knicks de New York | 10 (sur 14 tentés) 10 (sur 17 tentés) 10 (sur 14 tentés) 10 (sur 22 tentés) | 16 décembre 2013 7 janvier 2014 24 janvier 2014 25 janvier 2014 12 février 2014 6 avril 2014 |
| Tirs à trois points tentés  | J. R. Smith                                                                    | Knicks de New York | 22 (dont 10 marqués)                                                        | 6 avril 2014                                                                                 |
| Lancers francs marqués      | Kevin Durant James Harden                                                      | Thunder d'Oklahoma City Rockets de Houston                                                                             | 22 (sur 24 tentés) 22 (sur 25 tentés)                                       | 30 octobre 2013 26 décembre 2013                                                             |
| Lancers francs tentés       | James Harden Dwight Howard                                                     | Rockets de Houston | 25 (dont 22 marqués) 25 (dont 13 marqués)                                   | 26 décembre 2013 28 janvier 2014                                                             |

- Dernière mise à jour le 21 avril 2014

## Récompenses

### Trophées annuels
| - Most Valuable Player : Kevin Durant, Thunder d'Oklahoma City,. - Rookie of the Year : Michael Carter-Williams, 76ers de Philadelphie,. - Defensive Player of the Year : Joakim Noah, Bulls de Chicago. - NBA Sixth Man of the Year Award : Jamal Crawford, Clippers de Los Angeles. - Most Improved Player : Goran Dragić, Suns de Phoenix. - Coach of the Year : Gregg Popovich, Spurs de San Antonio. - Executive of the Year : R. C. Buford, Spurs de San Antonio. - NBA Sportsmanship Award : Mike Conley, Jr., Grizzlies de Memphis. - J. Walter Kennedy Citizenship Award : Luol Deng, Cavaliers de Cleveland. - Twyman-Stokes Teammate of the Year Award : Shane Battier, Heat de Miami. |

| - All-NBA First Team : - F - Kevin Durant, Thunder d'Oklahoma City - F - LeBron James, Heat de Miami - C - Joakim Noah, Bulls de Chicago - G - James Harden, Rockets de Houston - G - Chris Paul, Clippers de Los Angeles | - All-NBA Second Team : - F - Blake Griffin, Clippers de Los Angeles - F - Kevin Love, Timberwolves du Minnesota - C - Dwight Howard, Rockets de Houston - G - Stephen Curry, Warriors de Golden State - G - Tony Parker, Spurs de San Antonio | - All-NBA Third Team : - F - Paul George, Pacers de l'Indiana - F - LaMarcus Aldridge, Trail Blazers de Portland - C - Al Jefferson, Bobcats de Charlotte - G - Goran Dragić, Suns de Phoenix - G - Damian Lillard, Trail Blazers de Portland |

| - NBA All-Defensive First Team : - F - Paul George, Pacers de l'Indiana - F - Serge Ibaka, Thunder d'Oklahoma City - C - Joakim Noah, Bulls de Chicago - G - Andre Iguodala, Warriors de Golden State - G - Chris Paul, Clippers de Los Angeles | - NBA All-Defensive Second Team : - F - Kawhi Leonard, Spurs de San Antonio - F - LeBron James, Heat de Miami - C - Roy Hibbert, Pacers de l'Indiana - G - Jimmy Butler, Bulls de Chicago - G - Patrick Beverley, Rockets de Houston |

| - NBA All-Rookie First Team : - Michael Carter-Williams, 76ers de Philadelphie - Victor Oladipo, Magic d'Orlando - Trey Burke, Jazz de l'Utah - Mason Plumlee, Nets de Brooklyn - Tim Hardaway, Jr., Knicks de New York | - NBA All-Rookie Second Team : - Kelly Olynyk, Celtics de Boston - Giannis Antetokounmpo, Bucks de Milwaukee - Gorgui Dieng, Timberwolves du Minnesota - Cody Zeller, Bobcats de Charlotte - Steven Adams, Thunder d'Oklahoma City |

- MVP des Finales : Kawhi Leonard, Spurs de San Antonio

### Joueurs de la semaine
| Semaine                    | Conférence Est                                        | Conférence Ouest                                    | Réf.   |
| -------------------------- | ----------------------------------------------------- | --------------------------------------------------- | ------ |
| 29 octobre – 3 novembre    | Michael Carter-Williams (76ers de Philadelphie) (1/1) | Kevin Love (Timberwolves du Minnesota) (1/2)        | [ 63 ] |
| 4 – 10 novembre            | Paul George (Pacers de l'Indiana) (1/2)               | Markieff Morris (Suns de Phoenix) (1/1)             | [ 64 ] |
| 11 – 17 novembre           | LeBron James (Heat de Miami) (1/2)                    | Blake Griffin (Clippers de Los Angeles) (1/3)       | [ 65 ] |
| 18 – 24 novembre           | John Wall (Wizards de Washington) (1/2)               | LaMarcus Aldridge (Trail Blazers de Portland) (1/3) | [ 66 ] |
| 25 novembre – 1er décembre | LeBron James (Heat de Miami) (2/2)                    | Kevin Durant (Thunder d'Oklahoma City) (1/6)        | [ 67 ] |
| 2 – 8 décembre             | Jordan Crawford (Celtics de Boston) (1/1)             | LaMarcus Aldridge (Trail Blazers de Portland) (2/3) | [ 68 ] |
| 9 – 15 décembre            | Kyrie Irving (Cavaliers de Cleveland) (1/1)           | LaMarcus Aldridge (Trail Blazers de Portland) (3/3) | [ 69 ] |
| 16 – 22 décembre           | Dwyane Wade (Heat de Miami) (1/1)                     | Blake Griffin (Clippers de Los Angeles) (2/3)       | [ 70 ] |
| 23 – 29 décembre           | Chris Bosh (Heat de Miami) (1/1)                      | Kevin Durant (Thunder d'Oklahoma City) (2/6)        | [ 71 ] |
| 30 décembre – 5 janvier    | Thaddeus Young (76ers de Philadelphie) (1/1)          | David Lee (Warriors de Golden State) (1/1)          | [ 72 ] |
| 6 janvier – 12 janvier     | Carmelo Anthony (Knicks de New York) (1/2)            | DeMarcus Cousins (Kings de Sacramento) (1/1)        | [ 73 ] |
| 13 janvier – 19 janvier    | Paul George (Pacers de l'Indiana) (2/2)               | Kevin Durant (Thunder d'Oklahoma City) (3/6)        | [ 74 ] |
| 20 janvier – 26 janvier    | Paul Millsap (Hawks d'Atlanta) (1/1)                  | Kevin Durant (Thunder d'Oklahoma City) (4/6)        | [ 75 ] |
| 27 janvier – 2 février     | Kyle Lowry (Raptors de Toronto) (1/1)                 | Goran Dragić (Suns de Phoenix) (1/1)                | [ 76 ] |
| 3 février – 9 février      | Jared Sullinger (Celtics de Boston) (1/1)             | Kevin Durant (Thunder d'Oklahoma City) (5/6)        | [ 77 ] |
| 18 février – 23 février    | Kemba Walker (Bobcats de Charlotte) (1/1)             | Kevin Love (Timberolves du Minnesota) (2/2)         | [ 78 ] |
| 24 février – 2 mars        | John Wall (Wizards de Washington) (2/2)               | James Harden (Rockets de Houston) (1/2)             | [ 79 ] |
| 3 – 9 mars                 | Carmelo Anthony (Knicks de New York) (2/2)            | James Harden (Rockets de Houston) (2/2)             | [ 80 ] |
| 10 mars – 16 mars          | Al Jefferson (Bobcats de Charlotte) (1/2)             | Blake Griffin (Clippers de Los Angeles) (3/3)       | [ 81 ] |
| 17 mars – 23 mars          | Joe Johnson (Nets de Brooklyn) (1/1)                  | Kevin Durant (Thunder d'Oklahoma City) (6/6)        | [ 82 ] |
| 24 mars – 30 mars          | Nikola Vučević (Magic d'Orlando) (1/1)                | Tim Duncan (Spurs de San Antonio) (1/1)             | [ 83 ] |
| 31 mars – 6 avril          | Al Jefferson (Bobcats de Charlotte) (2/2)             | Dirk Nowitzki (Mavericks de Dallas) (1/1)           | [ 84 ] |
| 7 avril – 13 avril         | Jeff Teague (Hawks d'Atlanta) (1/1)                   | Monta Ellis (Mavericks de Dallas) (1/1)             | [ 85 ] |

### Joueurs du mois
| Mois     | Conférence Est                             | Conférence Ouest                               | Réf.   |
| -------- | ------------------------------------------ | ---------------------------------------------- | ------ |
| Novembre | Paul George (Pacers de l'Indiana) (1/1)    | Kevin Durant (Thunder d'Oklahoma City) (1/4)   | [ 86 ] |
| Décembre | LeBron James (Heat de Miami) (1/2)         | Kevin Durant (Thunder d'Oklahoma City) (2/4)   | [ 87 ] |
| Janvier  | Carmelo Anthony (Knicks de New York) (1/1) | Kevin Durant (Thunder d'Oklahoma City) (3/4)   | [ 88 ] |
| Février  | LeBron James (Heat de Miami) (2/2)         | Blake Griffin (Clippers de Los Angeles) (1/1)  | [ 89 ] |
| Mars     | Al Jefferson (Bobcats de Charlotte) (1/2)  | Kevin Durant (Thunder d'Oklahoma City) (4/4)   | [ 90 ] |
| Avril    | Al Jefferson (Bobcats de Charlotte) (2/2)  | Stephen Curry (Warriors de Golden State) (1/1) | [ 91 ] |

### Rookies du mois
| Mois     | Conférence Est                                        | Conférence Ouest                               | Réf.   |
| -------- | ----------------------------------------------------- | ---------------------------------------------- | ------ |
| Novembre | Michael Carter-Williams (76ers de Philadelphie) (1/4) | Ben McLemore (Kings de Sacramento) (1/1)       | [ 92 ] |
| Décembre | Victor Oladipo (Magic d'Orlando) (1/2)                | Trey Burke (Jazz de l'Utah) (1/3)              | [ 93 ] |
| Janvier  | Michael Carter-Williams (76ers de Philadelphie) (2/4) | Trey Burke (Jazz de l'Utah) (2/3)              | [ 94 ] |
| Février  | Victor Oladipo (Magic d'Orlando) (2/2)                | Nick Calathes (Grizzlies de Memphis) (1/1)     | [ 95 ] |
| Mars     | Michael Carter-Williams (76ers de Philadelphie) (3/4) | Gorgui Dieng (Timberwolves du Minnesota) (1/1) | [ 96 ] |
| Avril    | Michael Carter-Williams (76ers de Philadelphie) (4/4) | Trey Burke (Jazz de l'Utah) (3/3)              | [ 97 ] |

### Entraîneurs du mois
| Mois     | Conférence Est                              | Conférence Ouest                               | Réf.    |
| -------- | ------------------------------------------- | ---------------------------------------------- | ------- |
| Novembre | Frank Vogel (Pacers de l'Indiana) (1/1)     | Terry Stotts (Trail Blazers de Portland) (1/1) | [ 98 ]  |
| Décembre | Dwane Casey (Raptors de Toronto) (1/1)      | Jeff Hornacek (Suns de Phoenix) (1/1)          | [ 99 ]  |
| Janvier  | Jason Kidd (Nets de Brooklyn) (1/2)         | David Joerger (Grizzlies de Memphis) (1/2)     | [ 100 ] |
| Février  | Erik Spoelstra (Heat de Miami) (1/1)        | Kevin McHale (Rockets de Houston) (1/1)        | [ 101 ] |
| Mars     | Jason Kidd (Nets de Brooklyn) (2/2)         | Gregg Popovich (Spurs de San Antonio) (1/1)    | [ 102 ] |
| Avril    | Steve Clifford (Bobcats de Charlotte) (1/1) | David Joerger (Grizzlies de Memphis) (2/2)     | [ 103 ] |